# Guillermo Díaz Zambrano
Guillermo Eduardo Díaz Zambrano, conocido popularmente como Yemo Díaz (Valparaíso, Chile; 29 de diciembre de 1930-Santiago, Chile; 25 de septiembre de 1997), fue un futbolista y entrenador chileno, que jugaba en la posición de delantero.

## Trayectoria

### Como jugador
Desde temprana edad destacó en el fútbol amateur, defendiendo los colores de Club Deportivo Yelcho del cerro Merced, y en el equipo de Gold Cross del Seminario San Rafael, de su natal Valparaíso. A los 15 años paso a Santiago Wanderers de Valparaíso, donde debutó en 1948, logrando  el subcampeonato al año siguiente. Emigró a España, donde fue jugador del Real Zaragoza, disputando cinco partidos durante el año 1953. Luego regresó a Chile como jugador del Palestino, logrando el título de la Primera División de Chile 1955. Terminó su carrera en el Montreal canadiense en 1961, para luego retirarse en Santiago Wanderers en 1964.

### Como entrenador
En su carrera como entrenador destaca su paso por Deportes Ovalle, equipo con el cual logra el primer y único ascenso del club a la Primera división al lograr el subcampeonato de la Segunda División 1975.
Tras tres temporadas en Deportes Ovalle llega a Santiago Wanderers con el cual logra el ascenso a Primera división el año 1978. Dirigió también al club porteño entre los años 1984 a 1986.

## Selección nacional
Jugó con selección nacional chilena en la década de los 50. Participó en el mundial de Brasil en los partidos contra Inglaterra y España. Más tardé destacó en el Campeonato Sudamericano de 1955. Con la selección chilena disputó 18 partidos, marcando 7 goles, participando además en las clasificatorias del Mundial de Suecia en 1958.

### Participaciones en Copas del Mundo
| Mundial                        | Sede   | Resultado    | Partidos | Goles |
| ------------------------------ | ------ | ------------ | -------- | ----- |
| Copa Mundial de Fútbol de 1950 | Brasil | Primera Fase | 2        | 0     |

### Participaciones en Copa América
| Copa                         | Sede   | Resultado   | Partidos | Goles |
| ---------------------------- | ------ | ----------- | -------- | ----- |
| Campeonato Sudamericano 1955 | Chile  | Subcampeón  | 5        | 2     |
| Campeonato Panamericano 1956 | México | Sexto Lugar | 3        | 1     |

## Clubes

### Como jugador
| Club               | País   | Año       |
| ------------------ | ------ | --------- |
| Santiago Wanderers | Chile  | 1948-1952 |
| Real Zaragoza      | España | 1953      |
| Santiago Wanderers | Chile  | 1953-1954 |
| Palestino          | Chile  | 1955-1960 |
| Santiago Wanderers | Chile  | 1961-1963 |
| Montreal Cantalia  | Canadá | 1964      |
| Santiago Wanderers | Chile  | 1964      |

### Como entrenador
| Club               | País  | Año       |
| ------------------ | ----- | --------- |
| Luis Cruz Martínez | Chile | 1964-1966 |
| Santiago Wanderers | Chile | 1967      |
| Unión San Felipe   | Chile | 1968      |
| Deportes Ovalle    | Chile | 1975-1977 |
| Santiago Wanderers | Chile | 1978-1979 |
| San Antonio Unido  | Chile | 1979-1980 |
| Cobresal           | Chile | 1981      |
| Santiago Wanderers | Chile | 1982      |
| Santiago Wanderers | Chile | 1984-1986 |
| Deportes Ovalle    | Chile | 1992      |

## Palmarés

### Como jugador

#### Campeonatos nacionales
| Título           | Club               | País  | Año  |
| ---------------- | ------------------ | ----- | ---- |
| Primera División | Palestino          | Chile | 1955 |
| Copa Chile       | Santiago Wanderers | Chile | 1961 |

### Como entrenador

#### Campeonatos nacionales
| Título           | Club               | País  | Año  |
| ---------------- | ------------------ | ----- | ---- |
| Segunda División | Santiago Wanderers | Chile | 1978 |